# Imam
|  | No s'ha de confondre amb Iman. |

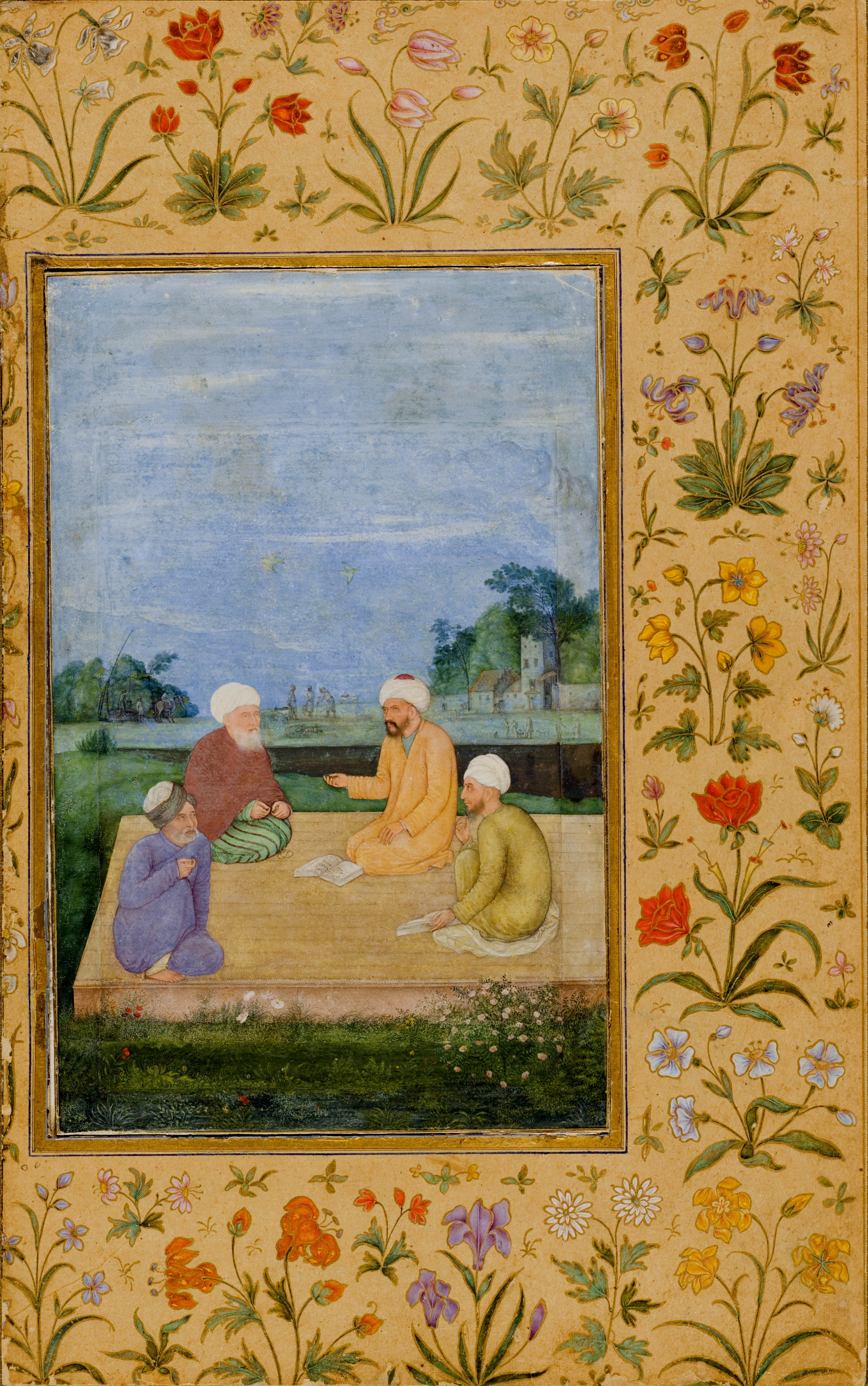
Imams de l'imperi Mogol.

Un imam (àrab: إمام, imām, en plural أئمة, aʾimma; persa: امام) és, dins de l'islam, la persona encarregada de presidir i dirigir l'oració col·lectiva.
En el sentit estrictament religiós, l'imam pot ser qualsevol persona que conegui bé el ritual de la pregària: se situa davant dels altres fidels i serveix de guia per realitzar els rituals d'oració, encara que no és obligatori seguir-lo. Així, tot musulmà pot ser el seu propi imam, sempre que sàpiga resar correctament, i el càrrec d'imam existeix només mentre dura l'oració.
Sovint però, en ser el més experimentat, els fidels el consulten per a qüestions religioses i quotidianes (ja que, dins de l'islam, aquests dos aspectes es troben molt lligats). D'aquesta manera, l'imam es converteix en el guia espiritual de la comunitat i a vegades també en autoritat municipal, l'encarregat de vigilar els bons costums dels veïns del barri en què radica la mesquita. A la pràctica, hi ha persones que segueixen estudis específics per dedicar-se a aquesta tasca.
També es denominen «imams» els caps d'escola o fundadors d'una nova doctrina.

## Història
En el seu sentit primitiu, «imam» significava 'conductor de la caravana'; d'on prové la significació de la persona o objecte que serveix de guia, model o prototip.
A l'origen l'imam fou el mateix Mahoma, i per defecte, tota altra persona a qui ell revestia d'una delegació especial; més tard ho foren els seus successors o llurs delegats. Segons això, el dret de dirigir els precs públics va ser el principal atribut de la sobirania, i la delegació de poders en virtut de la qual es constituïen els governadors de les províncies prenia una forma visible als ulls del poble en posar-se l'enviat del califa al front de la comunitat reunida per orar.
D'aquí ve el que els jurisconsults àrabs anomenin «imam» el cap de la comunitat musulmana i el sobirà, a la vegada espiritual i temporal, anomenat ordinàriament «califa» quan no es considera més que un de llurs atributs, o sigui el de «successor del Profeta».
L'imam presideix l'oració i, per conseqüència natural, presideix també els destins del poble del cos social, del qual és el cap. Aquest càrrec es designa amb les paraules al-imama al-kubra (el gran imamat), per a distingir-lo del simple oficiant, al-imama as-sughra.
El càrrec d'imam es dona per elecció, (pràctica que observaren els quatre primers califes i els kharigites), devent el candidat reunir les qualitats següents: vida i costums irreprotxables, el grau de ciència jurídica necessari per a formar-se un criteri personal en casos d'assumptes controvertibles, do de la paraula i ús perfecte dels sentits, salut corporal, saviesa necessària per a dirigir la guerra santa i, finalment, el llinatge, perquè havia de formar part dels quraixites.
Llur autoritat es reconeix pel mitjà del ritu nomenat baya.

## Sunnisme
L'elecció d'un imam recau doncs en la mateixa comunitat, encara que amb freqüència els poders estatals o d'altres intenten intervenir en el seu nomenament per mantenir les mesquites sota control. Malgrat tot, el sistema té una gran descentralització, ja que, des d'un punt de vista purament religiós, en l'islam no hi ha cap instància superior que hagi de ratificar la formació d'una comunitat.
Això és especialment cert en el cas del sunnisme (el corrent considerat ortodox i en tot cas àmpliament majoritari dins de l'islam), on no hi ha estructura jeràrquica; l'imam no pretén tenir cap relació privilegiada amb Déu i pot ser acomiadat si no compleix la seva missió com cal. Quan els fidels volen pregar conjunt, designen el qui és més capaç per dirigir el prec. Un hadit menciona els criteris a tenir en compte: el primer diu que ha de ser aquell que conegui millor l'Alcorà i l'últim és el de l'edat; no és sempre el més gran qui dirigeix la pregària.
Certes personalitats eminents han rebut el títol d'imam dins del sunnisme: els quatre fundadors de les escoles de jurisprudència (o màdhhabs), els grans experts de la jurisprudència religiosa (el fiqh) i els principals autors dels reculls de hadits.

## Xiisme
Pels xiïtes, que tenen una tradició clerical, l'imam és el guia espiritual i temporal de la comunitat islàmica. Porten sovint el títol de mul·là o d'aiatol·là i, per això, el d'imam està més usat en el sunnisme.
Segons aquest corrent, l'imam ha de pertànyer a la família del Profeta (l'Ahl al-Bayt), el que limita les possibilitats a la descendència d'Alí ibn Abi-Tàlib i Fàtima az-Zahrà. En efecte, segons els xiïtes, Alí fou constituït imam en virtut d'una ordenació divina (nass) a l'estany de Khumm, i aquesta dignitat es transmeté a la posteritat. El que manca determinar és quin de llurs descendents s'ha de reconèixer com a tal, qüestió que diverses vegades ha dividit els partidaris de la família del Profeta.
Algunes sectes exclogueren la descendència d'Al-Hàssan ibn Alí, mostrant llur predilecció per la d'Al-Hussayn ibn Alí, perquè el primer s'havia casat amb una filla de l'últim rei sassànida de Pèrsia, Isdigerdes III, de confessió mazdaista. El cert és que la qüestió del dret a la dignitat d'imam és la causa del gran cisma de l'Islam, o sigui la divisió entre sunnites i xiïtes, afirmant els primers que la comunitat dels fidels té perfecte dret a elegir cap espiritual i temporal al que li sembli més digne d'exercir aquest càrrec, mentre que els segons sostenen que és il·legítim tot imam que no pertanyi a la família del Profeta.

## Galeria

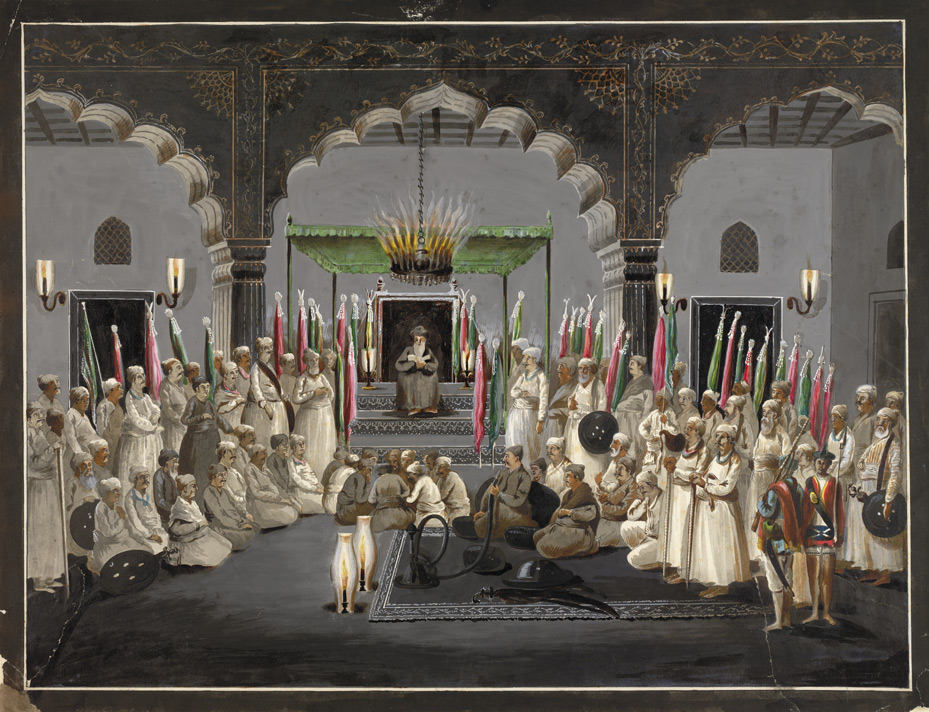
Un imam llegeix versos de l'Alcorà després d'Isha' (oracions nocturnes) a l'Imperi mogol
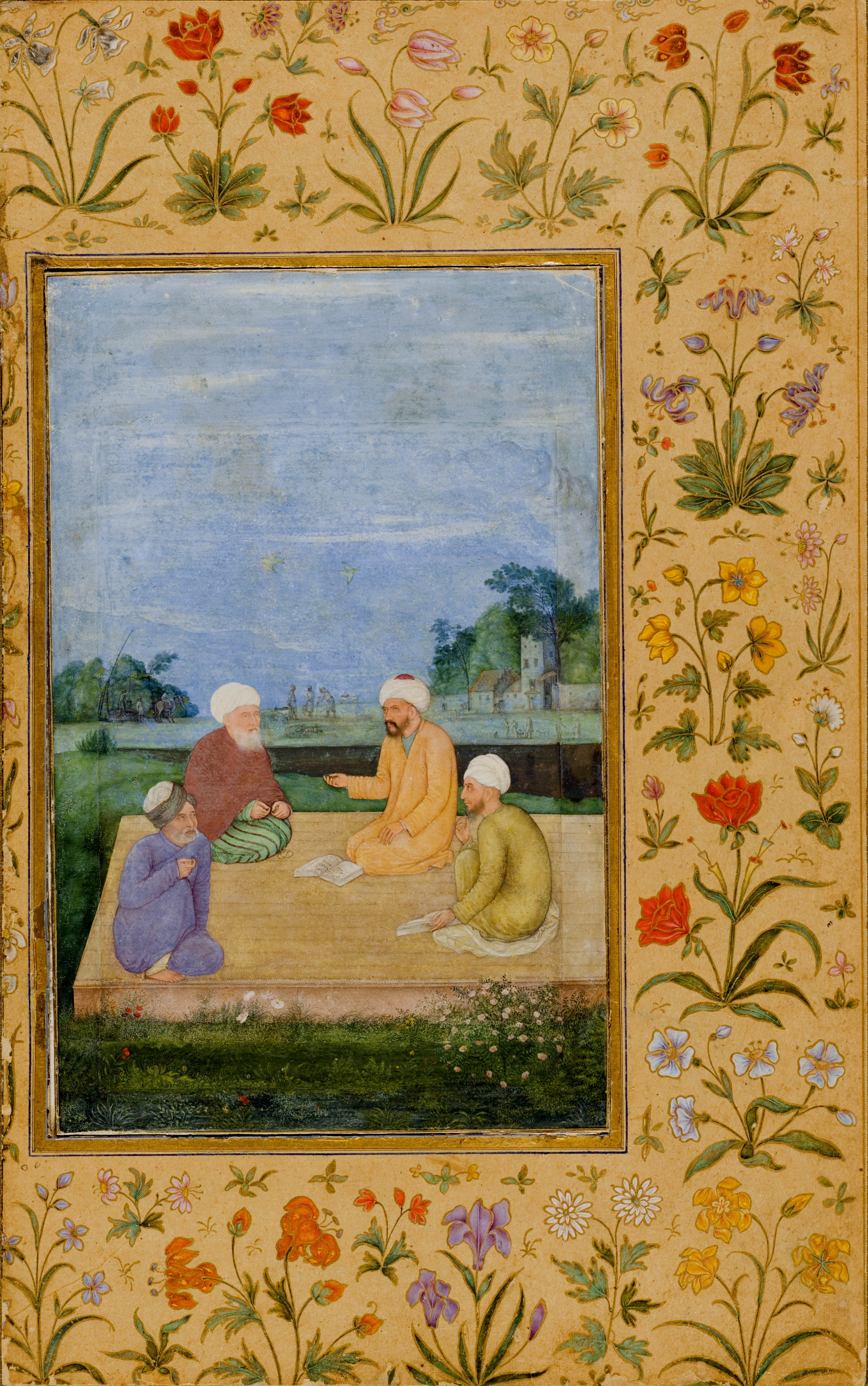
Discurs entre imams islàmicsic a l'Imperi mogol
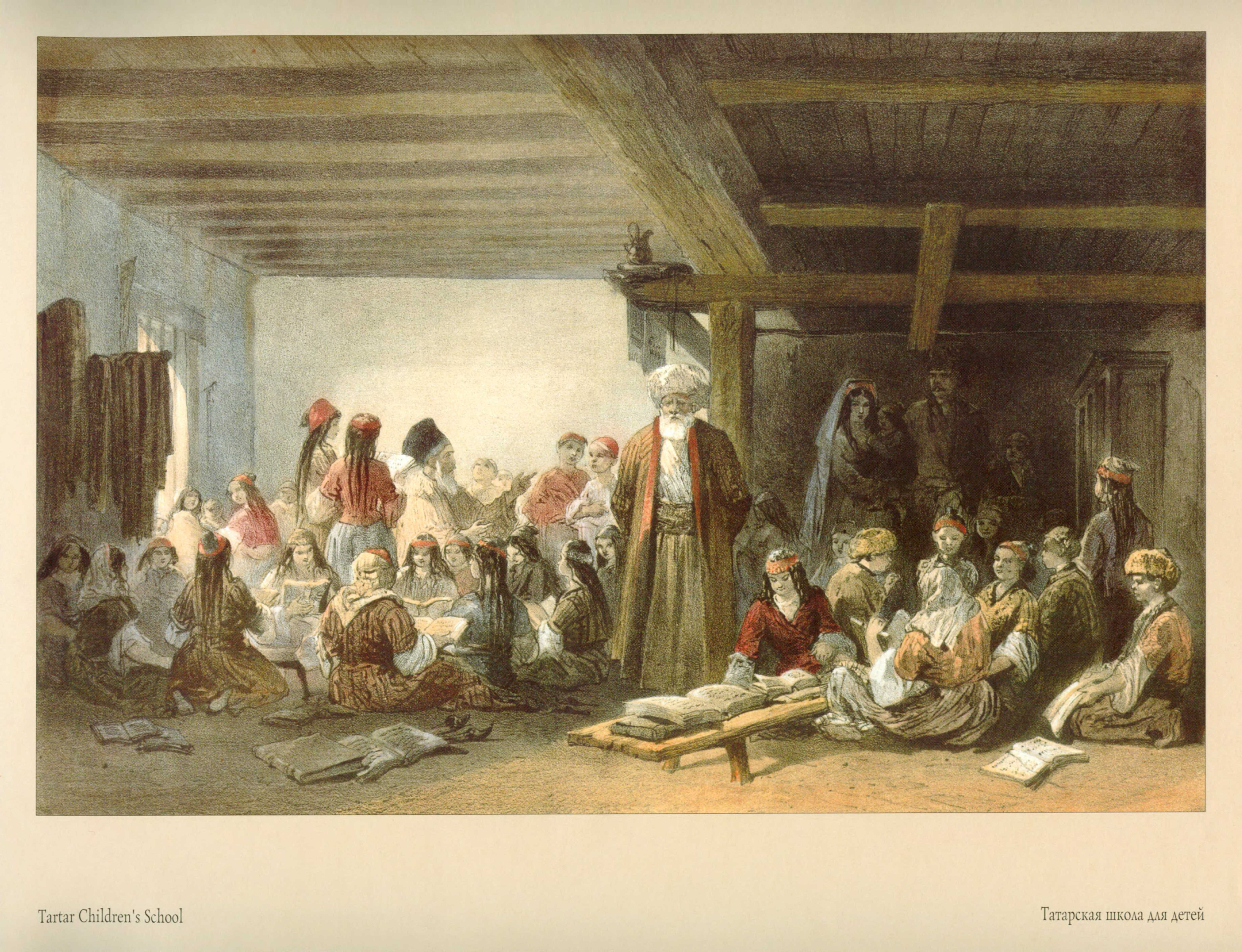
Els imams tàrtars de Crimea ensenyen l'Alcorà. Litografia de Carlo Bossoli
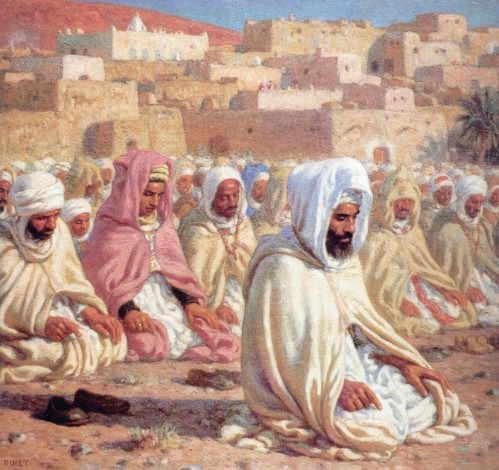
Imam presidint l'oració, nord d'Àfrica
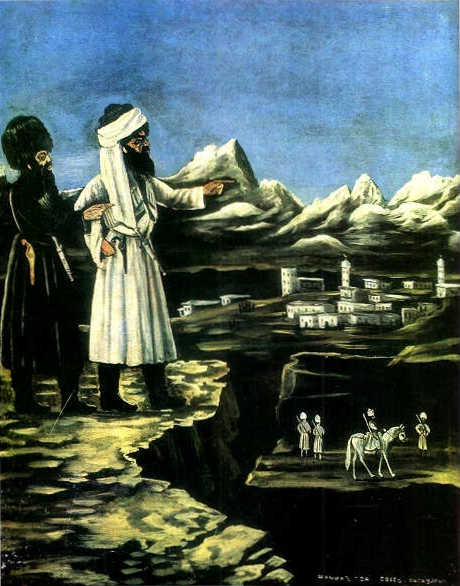
Imam Shamil, Caucas. Shamil amb un guardaespatlles. Oli sobre oli, 112x90 cm. El Museu Estatal de Belles Arts de Geòrgia, Tbilisi.
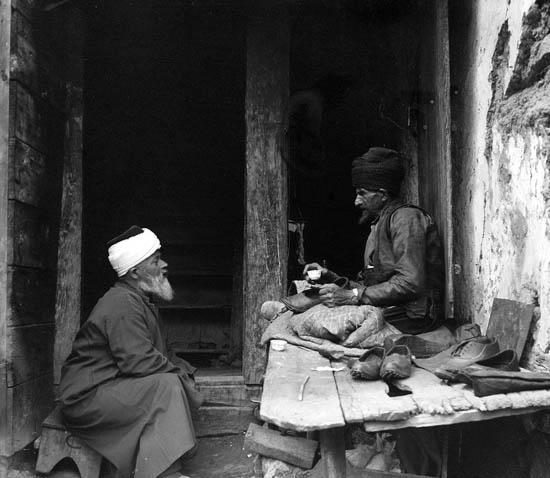
Imam a Bòsnia,
Imam Khomeini, líder de la Revolució iraniana
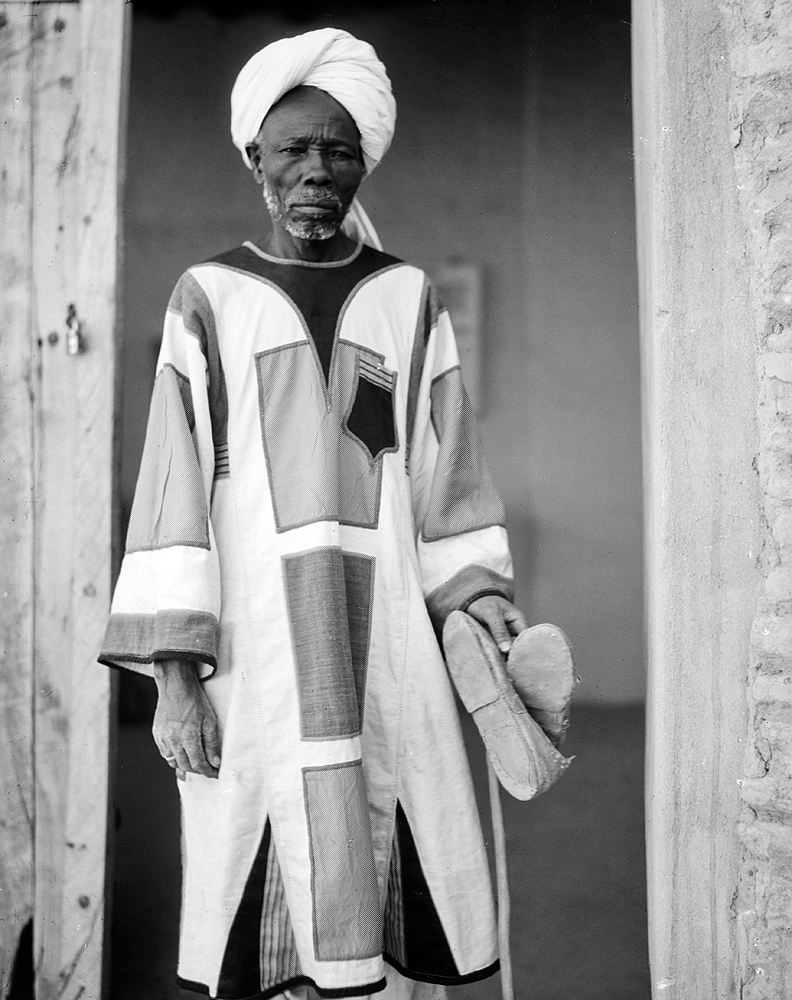
Un imam a Omdurman, Sudan
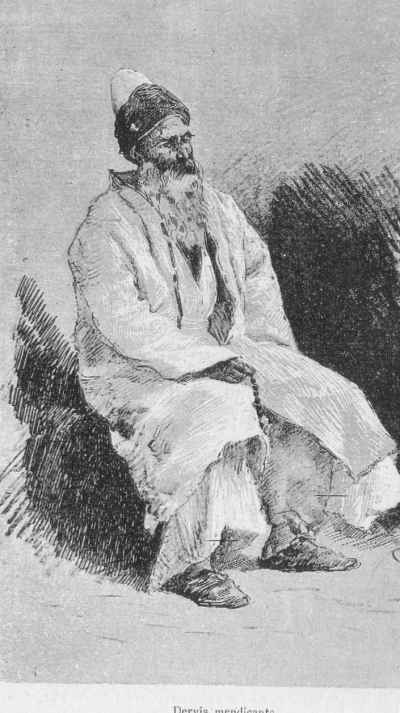
Un imam de l'Otomà a Constantinoble
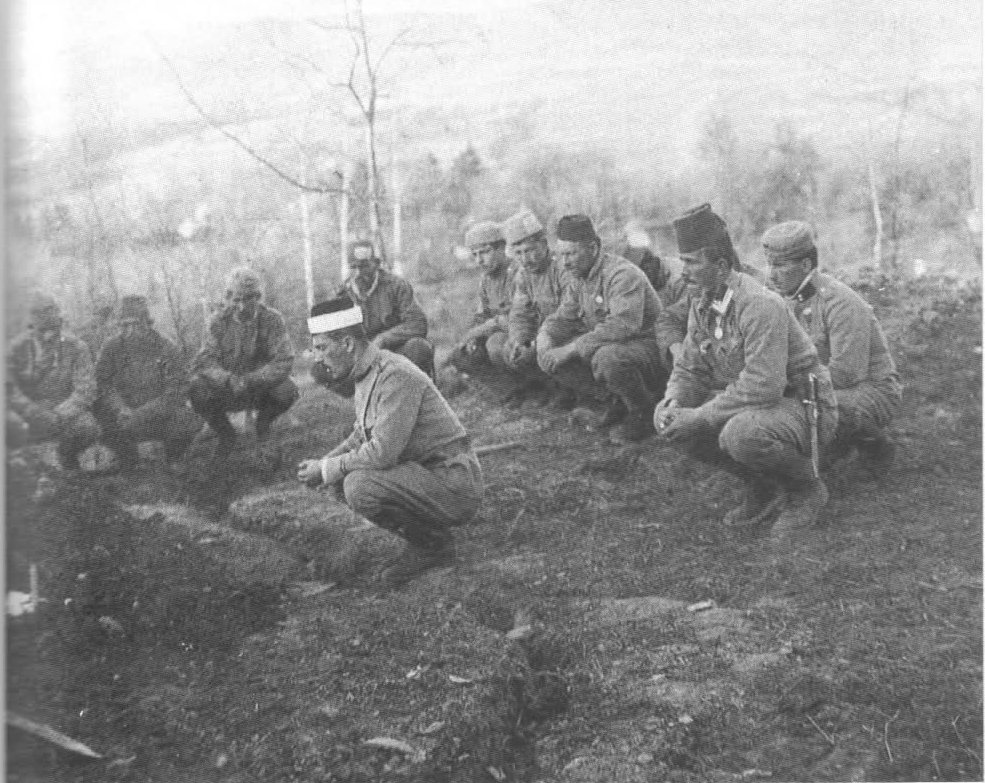
Un imam militar bosnià de l'exèrcit austrohongarès
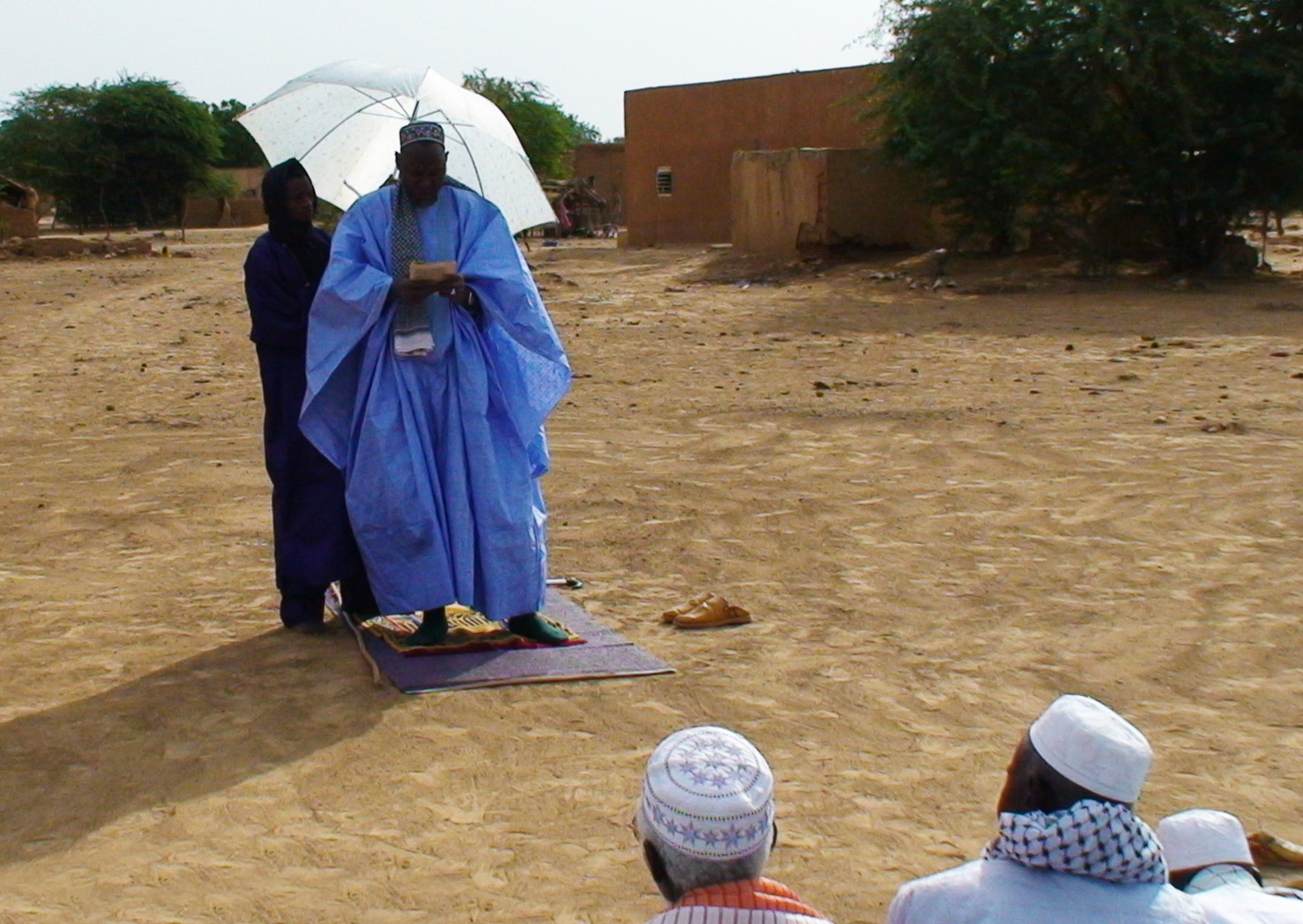
Imam Thierno Ibrahima Thiello